# Kyle Alessandro
Kyle Alessandro Helgesen Villalobos (Levanger, 10 marzo 2006) è un cantautore norvegese di origini spagnole.

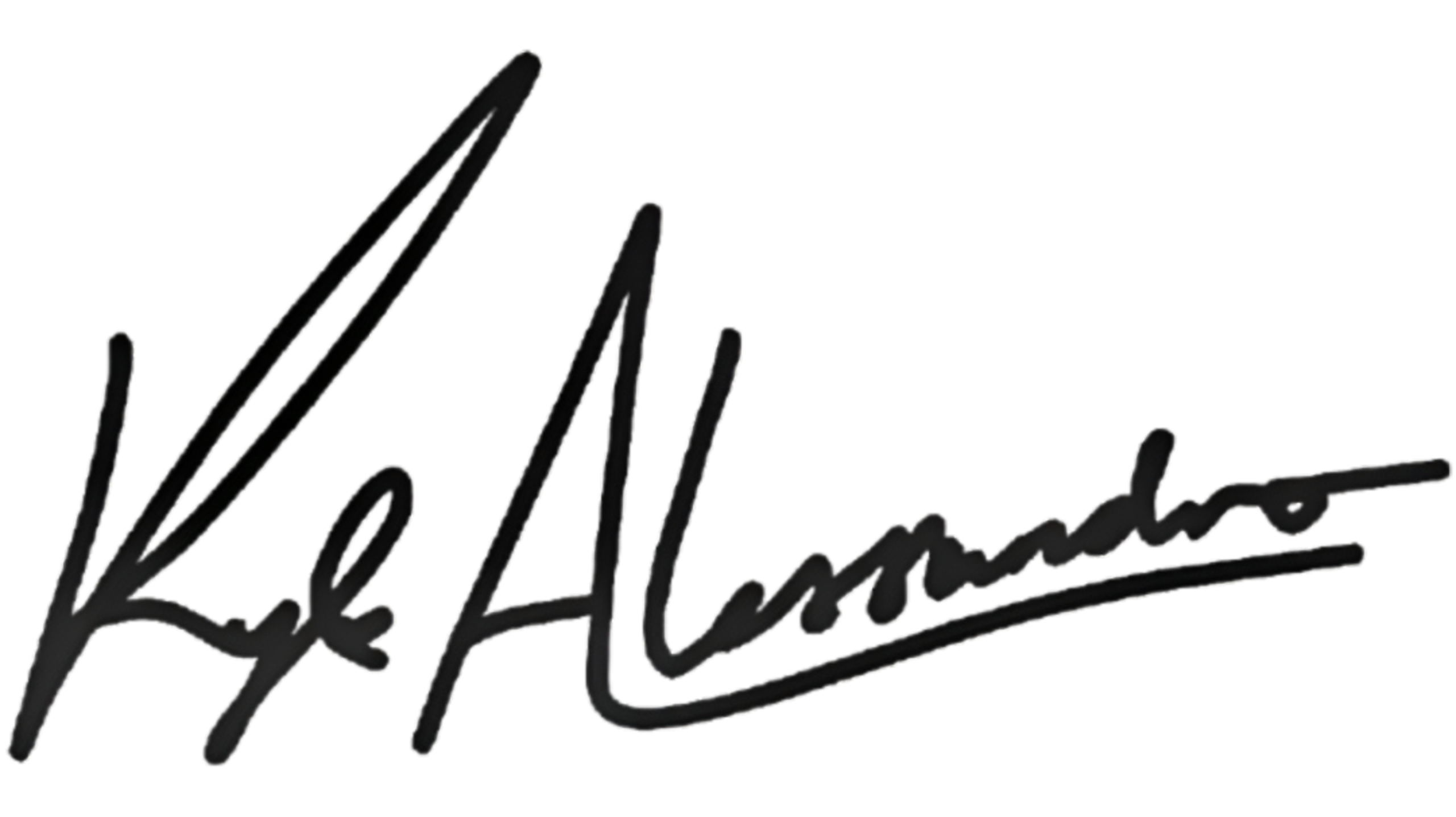
Firma di Kyle Alessandro

Ha rappresentato la Norvegia all'Eurovision Song Contest 2025 con il brano Lighter, classificandosi al diciottesimo posto.

## Biografia
Nato a Levanger, è figlio di Kioto Villalobos Sanchez, spagnolo di Madrid trasferitosi a Fuengirola quando aveva tra i 6 ed i 7 anni, e Monica Helgesen, norvegese cresciuta proprio nella città malagueña. Incontratisi nella città del padre, i genitori si sono successivamente stabiliti prima a Trondheim, per poi spostarsi definitivamente a Beitstad, frazione del comune di Steinkjer. Frequenta l'indirizzo specializzazione di studio nel suo comune di residenza.
Kyle Alessandro iniziò a farsi conoscere nel 2014 durante le selezioni di Idol Jr. cantando Rolling in the Deep di Adele e salì alla ribalta nel 2017 prendendo parte all'ottava edizione del talent show norvegese Norske Talenter, corrispettivo locale del format Got Talent, in onda sul canale TV 2, esibendosi con Halo di Beyoncé ed Alive di Sia ricevendo il "golden buzzer" in quest’ultima occasione.
Poco dopo l'esperienza del talent, si esibì con Despacito di Luis Fonsi e Din Sang all'Allsang på Grensen, seguiti dalla pubblicazione della stessa Din Sang e Boomerang che anticiparono a loro volta l'uscita dell'album di debutto Første kapittel, pubblicato lo stesso anno.
Durante questi anni, Kyle Alessandro prese parte alla Norway Cup ed alla Fredrikstad Cup, per poi iniziare a collaborare con i produttori musicali Ola Klæbo, in arte Okey, e Jesper Borgen.
Dopo circa tre anni di inattività, nel 2022, Kyle Alessandro tornò sulla scena con la pubblicazione di Solo seguita lo stesso anno all'ingresso del gruppo Umami Tsunami con Kristian "Haux" Haugstøyl e Magnus Winjum. Con la formazione ha pubblicato i singoli Delicious (Oh Wow!) e Geronimo, in particolare con quest'ultimo parteciparono al Melodi Grand Prix 2023, il festival utilizzato per selezionare il rappresentante norvegese all'Eurovision Song Contest. Dopo aver superato la semifinale del 14 gennaio, il trio ripropose quindi il brano alla finale del successivo 4 febbraio, dove si sono classificati all'ultimo posto su nove partecipanti, ma entrando di fatto nello scenario nazionale. Successivamente, gli Umami Tsunami pubblicano altri due singoli, N.E.B.U.D. (2023) e Loyal (2024), prima di entrare in un periodo di inattività.
Nel 2023 Kyle fu scelto nel ruolo di featured artist da Kate Gulbrandsen per realizzare il singolo Tårer i paradis, mentre tornò a produrre singoli da solista nel 2024 con Rodeo e Pulse per poi realizzare Kommer du?, in collaborazione con Hilmer.

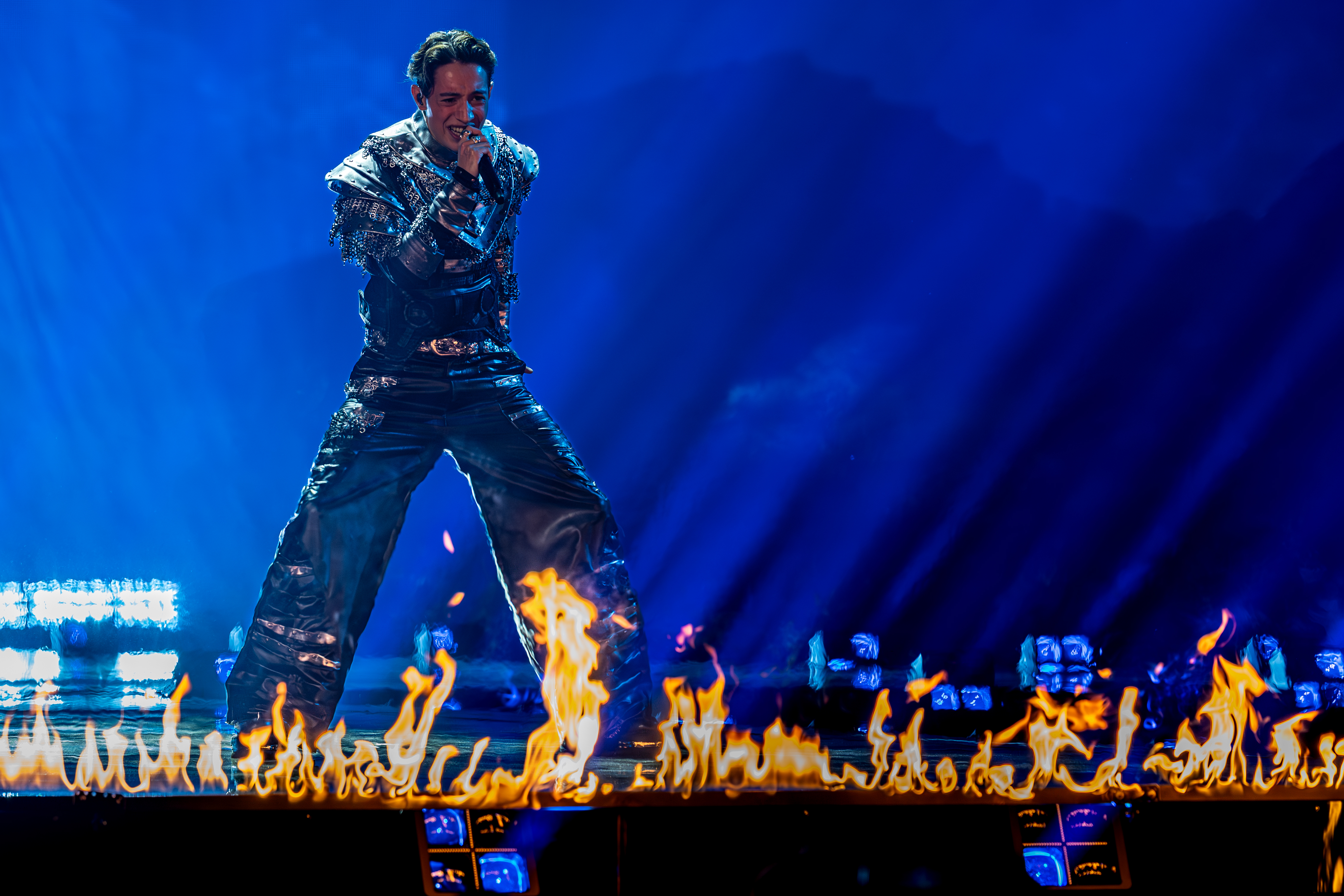
Kyle Alessandro mentre si esibisce sulle note di Lighter durante le prove della finale per l'Eurovision Song Contest, 17 maggio 2025

Nel 2025 ha nuovamente partecipato al Melodi Grand Prix, questa volta come solista presentando l'inedito Lighter, prodotto insieme al cantante svedese Adam Woods. Nella finale del concorso, svoltasi il 15 febbraio 2025, è risultato il vincitore delle votazioni della giuria e del pubblico, diventando di diritto il rappresentante norvegese sul palco eurovisivo di Basilea. Nella gara di maggio si qualifica per la finale in qualità di artista nelle prime dieci posizioni, classificandosi 8º nella prima semifinale. Durante la finale, in programma il 17 dello stesso mese, Kyle Alessandro si esibisce per primo e chiuse al 18º posto su 26 paesi con 89 punti totalizzati.
Il 14 giugno seguente, pochi giorni dopo aver ricevuto la candidatura per gli Spellemannprisen, ha partecipato all'evento annuale della VG-Lista, che include le esibizioni delle canzoni più ascoltate secondo l'omonima classifica norvegese. Solamente due giorni dopo, il 16 giugno, fu resa nota la sua partecipazione al RIX FM Festival nelle città di Luleå (10 luglio), Sundsvall (22 luglio) e Karlskrona (30 luglio), mentre il 18 giugno successivo accadde lo stesso per quanto riguarda l'annuale Het Grote Songfestivalfeest, la reunion di alcuni artisti delle passate edizioni dell'Eurovision Song Contest, che programmato per il 20 novembre 2025 alla Ziggo Dome di Amsterdam. Ulteriori partecipazioni internazionali dell'artista includono il Mado '25 di Madrid (3 luglio), il Stockholm Pride (31 luglio), e l'Eurofesta (13 dicembre), il primo evento musicale in Italia dedicato all'Eurovision Song Contest che si svolgerà presso l'E-Work Arena di Busto Arsizio.

## Stile musicale
Kyle Alessandro mostra un mix culturale originato dalla sua doppia identità culturale norvegese-spagnola, unendo nelle sue canzoni suoni latino-americani ed ispirati al folklore nordico, inserendo anche rimandi alla tradizione giapponese.

## Vita privata
Verso la fine del 2023 la madre di Kyle, come tutta la famiglia, visse un periodo estremamente buio dopo la diagnosi di un cancro con sei mesi di vita rimanenti a detta dei medici, da cui è riuscita fortunatamente a guarire sconfiggendo la malattia; tale evento ispirò l'artista alla creazione del singolo Lighter. Ha un fratello, William Jones.
Appassionato di lingue, oltre al norvegese di cui è madrelingua ed allo spagnolo lingua parlata sempre in casa, parla fluentemente anche l'inglese oltre a conoscere un po' di francese e qualche parola di ucraino, conoscenza derivata dalla provenienza della matrigna, originaria di Sumy. Per lo stesso motivo è solito domandare a persone straniere alcune espressioni e frasi fatte per venirne a conoscenza, anche data la sua tendenza nel parlare molto.
Ad inizio maggio del 2025, poco dopo le prime prove generali della prima semifinale dell'Eurovision Song Contest, Kyle Alessandro è stato operato d'urgenza per la rimozione del dente del giudizio in seguito ad un'infezione, annullando tutti gli impegni per i successivi tre giorni. Nell'estate 2025, l'artista ha fatto coming out come ragazzo bisessuale, ed è in una relazione con il modello norvegese Brede Bremnes. 

## Discografia

### Album in studio
- 2017 – Første kapittel
- 2023 – Evig & alltid

### Singoli
- 2017 – Din sang
- 2017 – Boomerang
- 2018 – Som du e
- 2018 – Dødskul
- 2018 – Señorita
- 2018 – Hoodie
- 2019 – Fly med meg
- 2019 – Hun er forelska i lærer'n
- 2019 – Mi corazón
- 2022 – Solo
- 2023 –Tåra
- 2023 – Dinero
- 2023 – Lys, kamera, action
- 2024 – Rodeo
- 2024 – Pulse
- 2024 – Kommer du? (con Hilmer)
- 2025 – Lighter

Come artista ospite
- 2023 – Tårer i paradis (Kate Gulbrandsen feat. Kyle Alessandro)

Come parte degli Umami Tsunami
- 2022 – Delicious (Oh Wow!)
- 2023 – Geronimo (EP)
- 2023 – N.E.B.U.D.
- 2024 – Loyal

## Festival musicali
- Melodi Grand Prix (NRK)
  - 2023 – 9º posto con Geronimo (negli Umami Tsunami)
  - 2025 – 1º posto con Lighter

- Eurovision Song Contest (UER)
  - 2025 – 18º posto con Lighter

## Riconoscimenti
- Spellemannprisen
  - 2025 – Candidatura alla Canzone dell'anno per Lighter